# Марианна
Мариа́нна — женское имя. Происходит от слияния имён Мария и Анна. «Мариана» (лат. Mariāna) также являлась формой женского рода римского личного (или родового) прозвища Mariānus («Мариев, принадлежащий Марию»), происходящего от родового имени Marius (Марий) — «принадлежащий богу Марсу». Имеет мужскую форму Мариан (Марьян), от которой произошли фамилии Марьянов, Марьяненко и Марьянович. Церковная форма (православные святцы) — Мариамна.
В XVIII веке двойное имя «Мария Анна» (фр. Marie-Anne) являлось одним из самых популярных женских имён во Франции. Во времена Великой французской революции на его основе возникло имя Марианна (фр. Marianne МФА: [ma.ʁjan]о файле), ставшее символом и прозвищем Франции.

## Именины
- Православные именины (даты даны по григорианскому календарю)[3]: 2 марта, 22 июня.
- Католические именины: 23 января, 12 июня, 30 апреля, 13 октября.